# Jozef Boons
Jozef „Jos“ Boons (* 13. Februar 1943 in Vorst; † 15. Dezember 2000 in Laakdal) war ein belgischer Radrennfahrer.
1964 startete Jos Boons bei den Olympischen Spielen in Tokio im olympischen Straßenrennen und belegte den 38. Platz. Im selben Jahr wurde er Belgischer Straßenmeister der Amateure. Im Jahr darauf trat er zu den Profis über und wurde Mitglied des Teams Flandria-Romeo, in dem auch der Weltmeister von 1963 Benoni Beheyt fuhr.
1965 gewann Boons die Flandern-Rundfahrt in der Klasse der Amateure. 1967 wurde er Belgischer Straßenmeister. Weitere größere Erfolge blieben ihm versagt. 1972 beendete er seine sportliche Laufbahn.
1987 erlitt Jos Boons, der in einem Chemie-Unternehmen tätig war, bei einem Arbeitsunfall schwere Verbrennungen. Er musste 28 Mal operiert werden. Im Dezember 2000 verunglückte er tödlich bei einem Autounfall.